# Liste des Z 20900
Cette page est une annexe de l'article « Z 20900 ».

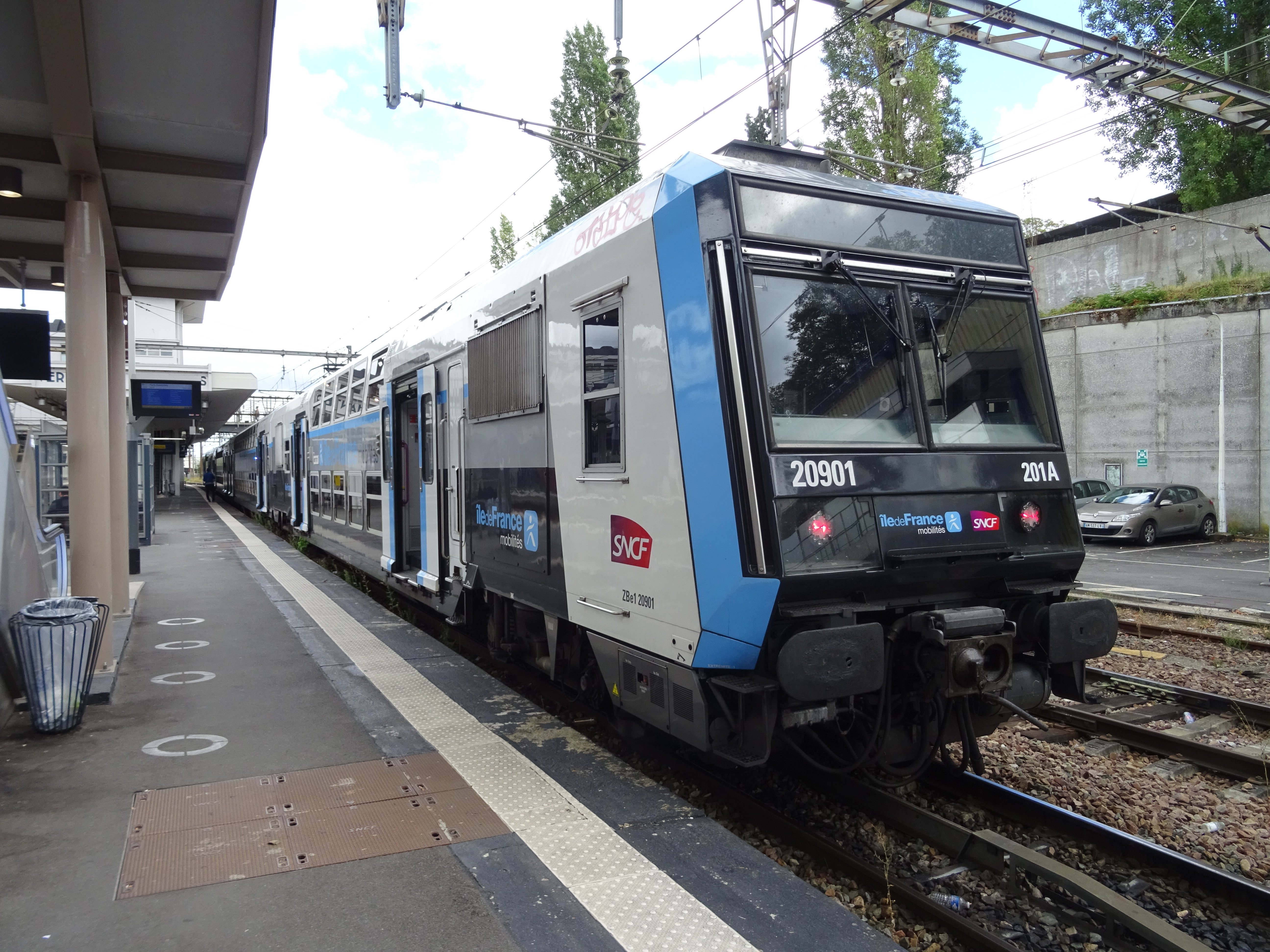
Rame Z 20900 en gare de Versailles-Chantiers.

Cette liste recense les éléments du parc de Z 20900, matériel roulant de la Société nationale des chemins de fer français (SNCF) circulant sur le réseau Transilien.

## État du matériel
Le nombre de rames Z 20900 est de 54, numérotées 201 A à 254 A (à la suite de la numérotation des Z 20500, la lettre 'A' indiquant qu'elles ont 4 caisses). Toutes sont en service sur la ligne C du RER d'Île-de-France et, depuis le 4 décembre 2023, sur la ligne V du Transilien. Elles sont gérées par la supervision technique de flotte de la ligne C (SLC).
| Rames | Motrices      | Mise en service   | Radiation | Livrée extérieure       | Nombre de caisse | STF | Équipements intérieurs                | Baptême | Ligne                                            | Particularités |
| ----- | ------------- | ----------------- | --------- | ----------------------- | ---------------- | --- | ------------------------------------- | ------- | ------------------------------------------------ | --- |
| 201 A | Z 20901/02    | 26 octobre 2001   | /         | Île-de-France Mobilités | 4                | SLC | SIVE - vidéosurveillance              | /       | (RER) · (C) · Transilien · Ligne V du Transilien | Première rame rénovée à recevoir la livrée Île-de-France Mobilités.                                                   |
| 202 A | Z 20903/04    | 21 septembre 2001 | /         | Île-de-France Mobilités | 4                | SLC | SIVE - vidéosurveillance              | /       | (RER) · (C) · Transilien · Ligne V du Transilien | |
| 203 A | Z 20905/06    | 25 juin 2001      | /         | Île-de-France Mobilités | 4                | SLC | SIVE - vidéosurveillance              | /       | (RER) · (C) · Transilien · Ligne V du Transilien | Première rame rénovée à recevoir la livrée Carmillon SNCF/STIF.                                                       |
| 204 A | Z 20907/08    | 17 juillet 2001   | /         | Île-de-France Mobilités | 4                | SLC | SIVE - vidéosurveillance              | /       | (RER) · (C) · Transilien · Ligne V du Transilien | |
| 205 A | Z 20909/10    | 14 juin 2001      | /         | Île-de-France Mobilités | 4                | SLC | SIVE - vidéosurveillance              | /       | (RER) · (C) · Transilien · Ligne V du Transilien | |
| 206 A | Z 20911/12    | 4 juillet 2001    | /         | Île-de-France Mobilités | 4                | SLC | SIVE - vidéosurveillance              | /       | (RER) · (C) · Transilien · Ligne V du Transilien | |
| 207 A | Z 20913/14    | 7 septembre 2001  | /         | Île-de-France Mobilités | 4                | SLC | SIVE - vidéosurveillance              | /       | (RER) · (C) · Transilien · Ligne V du Transilien | |
| 208 A | Z 20915/16    | 26 juillet 2001   | /         | Île-de-France Mobilités | 4                | SLC | SIVE - vidéosurveillance              | /       | (RER) · (C) · Transilien · Ligne V du Transilien | |
| 209 A | Z 20917/18    | 19 septembre 2001 | /         | Île-de-France Mobilités | 4                | SLC | SIVE - vidéosurveillance              | /       | (RER) · (C) · Transilien · Ligne V du Transilien | |
| 210 A | Z 20919/20    | 1er octobre 2001  | /         | Île-de-France Mobilités | 4                | SLC | SIVE - vidéosurveillance              | /       | (RER) · (C) · Transilien · Ligne V du Transilien | |
| 211 A | Z 20921/22    | 2 novembre 2001   | /         | Île-de-France Mobilités | 4                | SLC | SIVE - vidéosurveillance              | /       | (RER) · (C) · Transilien · Ligne V du Transilien | |
| 212 A | Z 20923/24    | 23 novembre 2001  | /         | Île-de-France Mobilités | 4                | SLC | SIVE - vidéosurveillance + prises USB | /       | (RER) · (C) · Transilien · Ligne V du Transilien | |
| 213 A | Z 20925/26    | 2 décembre 2001   | /         | Île-de-France Mobilités | 4                | SLC | SIVE - vidéosurveillance              | /       | (RER) · (C) · Transilien · Ligne V du Transilien | |
| 214 A | Z 20927/28    | 1er janvier 2002  | /         | Île-de-France Mobilités | 4                | SLC | SIVE - vidéosurveillance + prises USB | /       | (RER) · (C) · Transilien · Ligne V du Transilien | |
| 215 A | Z 20929/30    | 1er janvier 2002  | /         | Île-de-France Mobilités | 4                | SLC | SIVE - vidéosurveillance              | /       | (RER) · (C) · Transilien · Ligne V du Transilien | |
| 216 A | Z 20931/32    | 1er février 2002  | /         | Île-de-France Mobilités | 4                | SLC | SIVE - vidéosurveillance              | /       | (RER) · (C) · Transilien · Ligne V du Transilien | |
| 217 A | Z 20933/34    | 15 février 2002   | /         | Île-de-France Mobilités | 4                | SLC | SIVE - vidéosurveillance + prises USB | /       | (RER) · (C) · Transilien · Ligne V du Transilien | |
| 218 A | Z 20935/36    | 4 mars 2002       | /         | Île-de-France Mobilités | 4                | SLC | SIVE - vidéosurveillance + prises USB | /       | (RER) · (C) · Transilien · Ligne V du Transilien | |
| 219 A | Z 20937/38    | 14 mars 2002      | /         | Île-de-France Mobilités | 4                | SLC | SIVE - vidéosurveillance + prises USB | /       | (RER) · (C) · Transilien · Ligne V du Transilien | Demi-rame numéro 20938 accidentée dû a une voiture tombée sur les voies.                                              |
| 220 A | Z 20939/40    | 24 mars 2002      | /         | Île-de-France Mobilités | 4                | SLC | SIVE - vidéosurveillance + prises USB | /       | (RER) · (C) · Transilien · Ligne V du Transilien | |
| 221 A | Z 20941/42    | 28 mars 2002      | /         | Île-de-France Mobilités | 4                | SLC | SIVE - vidéosurveillance + prises USB | /       | (RER) · (C) · Transilien · Ligne V du Transilien | |
| 222 A | Z 20943/44    | 1er avril 2002    | /         | Île-de-France Mobilités | 4                | SLC | SIVE - vidéosurveillance + prises USB | /       | (RER) · (C) · Transilien · Ligne V du Transilien | |
| 223 A | Z 20945/46    | 29 avril 2002     | /         | Île-de-France Mobilités | 4                | SLC | SIVE - vidéosurveillance + prises USB | /       | (RER) · (C) · Transilien · Ligne V du Transilien | |
| 224 A | Z 20947/48    | 1er juin 2002     | /         | Île-de-France Mobilités | 4                | SLC | SIVE - vidéosurveillance + prises USB | /       | (RER) · (C) · Transilien · Ligne V du Transilien | |
| 225 A | Z 20949/50    | 1er juillet 2002  | /         | Île-de-France Mobilités | 4                | SLC | SIVE - vidéosurveillance + prises USB | /       | (RER) · (C) · Transilien · Ligne V du Transilien | |
| 226 A | Z 20951/52    | 26 juillet 2002   | /         | Île-de-France Mobilités | 4                | SLC | SIVE - vidéosurveillance + prises USB | /       | (RER) · (C) · Transilien · Ligne V du Transilien | |
| 227 A | Z 20953/54    | 31 juillet 2002   | /         | Île-de-France Mobilités | 4                | SLC | SIVE - vidéosurveillance + prises USB | /       | (RER) · (C) · Transilien · Ligne V du Transilien | |
| 228 A | Z 20955/56    | 9 septembre 2002  | /         | Île-de-France Mobilités | 4                | SLC | SIVE - vidéosurveillance + prises USB | /       | (RER) · (C) · Transilien · Ligne V du Transilien | |
| 229 A | Z 20957/58    | 26 septembre 2002 | /         | Île-de-France Mobilités | 4                | SLC | SIVE - vidéosurveillance + prises USB | /       | (RER) · (C) · Transilien · Ligne V du Transilien | |
| 230 A | Z 20959/60    | 26 septembre 2002 | /         | Île-de-France Mobilités | 4                | SLC | SIVE - vidéosurveillance + prises USB | /       | (RER) · (C) · Transilien · Ligne V du Transilien | |
| 231 A | Z 20961/62    | 2 octobre 2002    | /         | Île-de-France Mobilités | 4                | SLC | SIVE - vidéosurveillance + prises USB | /       | (RER) · (C) · Transilien · Ligne V du Transilien | |
| 232 A | Z 20963/64    | 5 novembre 2002   | /         | Île-de-France Mobilités | 4                | SLC | SIVE - vidéosurveillance + prises USB | /       | (RER) · (C) · Transilien · Ligne V du Transilien | |
| 233 A | Z 20965/66    | 15 novembre 2002  | /         | Île-de-France Mobilités | 4                | SLC | SIVE - vidéosurveillance + prises USB | /       | (RER) · (C) · Transilien · Ligne V du Transilien | |
| 234 A | Z 20967/68    | 28 novembre 2002  | /         | Île-de-France Mobilités | 4                | SLC | SIVE - vidéosurveillance + prises USB | /       | (RER) · (C) · Transilien · Ligne V du Transilien | Cette rame a déraillé à Choisy-le-Roi le 20 décembre 2009.                                                            |
| 235 A | Z 20969/70    | 2 décembre 2002   | /         | Île-de-France Mobilités | 4                | SLC | SIVE - vidéosurveillance + prises USB | /       | (RER) · (C) · Transilien · Ligne V du Transilien | Rame équipée d'un dispositif lumineux expérimental sur les portes de son retour de rénovation jusqu'en octobre 2023,. |
| 236 A | Z 20971/72    | 20 décembre 2002  | /         | Île-de-France Mobilités | 4                | SLC | SIVE - vidéosurveillance + prises USB | /       | (RER) · (C) · Transilien · Ligne V du Transilien | |
| 237 A | Z 20973/74    | 8 janvier 2003    | /         | Île-de-France Mobilités | 4                | SLC | SIVE - vidéosurveillance + prises USB | /       | (RER) · (C) · Transilien · Ligne V du Transilien | Rame équipée d'un dispositif lumineux expérimental sur les portes de son retour de rénovation jusqu'en octobre 2023,. |
| 238 A | Z 20975/76    | 24 janvier 2003   | /         | Île-de-France Mobilités | 4                | SLC | SIVE - vidéosurveillance + prises USB | /       | (RER) · (C) · Transilien · Ligne V du Transilien | |
| 239 A | Z 20977/78    | 12 février 2003   | /         | Île-de-France Mobilités | 4                | SLC | SIVE - vidéosurveillance + prises USB | /       | (RER) · (C) · Transilien · Ligne V du Transilien | |
| 240 A | Z 20979/80    | 27 février 2003   | /         | Île-de-France Mobilités | 4                | SLC | SIVE - vidéosurveillance + prises USB | /       | (RER) · (C) · Transilien · Ligne V du Transilien | |
| 241 A | Z 20981/82    | 13 mars 2003      | /         | Île-de-France Mobilités | 4                | SLC | SIVE - vidéosurveillance + prises USB | /       | (RER) · (C) · Transilien · Ligne V du Transilien | |
| 242 A | Z 20983/84    | 26 mars 2003      | /         | Île-de-France Mobilités | 4                | SLC | SIVE - vidéosurveillance + prises USB | /       | (RER) · (C) · Transilien · Ligne V du Transilien | |
| 243 A | Z 20985/86    | 3 avril 2003      | /         | Île-de-France Mobilités | 4                | SLC | SIVE - vidéosurveillance + prises USB | /       | (RER) · (C) · Transilien · Ligne V du Transilien | |
| 244 A | Z 20987/88    | 24 avril 2003     | /         | Île-de-France Mobilités | 4                | SLC | SIVE - vidéosurveillance + prises USB | /       | (RER) · (C) · Transilien · Ligne V du Transilien | |
| 245 A | Z 20989/90    | 2 mai 2003        | /         | Île-de-France Mobilités | 4                | SLC | SIVE - vidéosurveillance + prises USB | /       | (RER) · (C) · Transilien · Ligne V du Transilien | |
| 246 A | Z 20991/92    | 13 juin 2003      | /         | Île-de-France Mobilités | 4                | SLC | SIVE - vidéosurveillance + prises USB | /       | (RER) · (C) · Transilien · Ligne V du Transilien | |
| 247 A | Z 20993/94    | 25 juin 2003      | /         | Île-de-France Mobilités | 4                | SLC | SIVE - vidéosurveillance + prises USB | /       | (RER) · (C) · Transilien · Ligne V du Transilien | |
| 248 A | Z 20995/96    | 9 juillet 2003    | /         | Île-de-France Mobilités | 4                | SLC | SIVE - vidéosurveillance + prises USB | /       | (RER) · (C) · Transilien · Ligne V du Transilien | |
| 249 A | Z 20997/98    | 1er août 2003     | /         | Île-de-France Mobilités | 4                | SLC | SIVE - vidéosurveillance + prises USB | /       | (RER) · (C) · Transilien · Ligne V du Transilien | |
| 250 A | Z 20999/21000 | 19 septembre 2003 | /         | Île-de-France Mobilités | 4                | SLC | SIVE - vidéosurveillance + prises USB | /       | (RER) · (C) · Transilien · Ligne V du Transilien | |
| 251 A | Z 21001/02    | 8 octobre 2003    | /         | Île-de-France Mobilités | 4                | SLC | SIVE - vidéosurveillance + prises USB | /       | (RER) · (C) · Transilien · Ligne V du Transilien | |
| 252 A | Z 21003/04    | 13 novembre 2003  | /         | Île-de-France Mobilités | 4                | SLC | SIVE - vidéosurveillance + prises USB | /       | (RER) · (C) · Transilien · Ligne V du Transilien | |
| 253 A | Z 21005/06    | 27 novembre 2003  | /         | Île-de-France Mobilités | 4                | SLC | SIVE - vidéosurveillance + prises USB | /       | (RER) · (C) · Transilien · Ligne V du Transilien | |
| 254 A | Z 21007/08    | 15 janvier 2004   | /         | Île-de-France Mobilités | 4                | SLC | SIVE - vidéosurveillance + prises USB | /       | (RER) · (C) · Transilien · Ligne V du Transilien | Livrée intérieure Carmillons fini depuis 2024                                                                         |